# Borki (obwód tarnopolski)
Borki (ukr. Бірки, Birky) – wieś na Ukrainie w rejonie krzemienieckim należącym do obwodu tarnopolskiego.
Za czasów II Rzeczypospolitej wieś była siedzibą gminy Borki.